# 番茄糊
，是西方菜式常用的醬料，以煮熟以致脱水的番茄作為主要材料。「番茄糊」與「番茄汁」或「番茄醬」是不同的食材。在中国大陆，番茄酱罐头一般指本品。

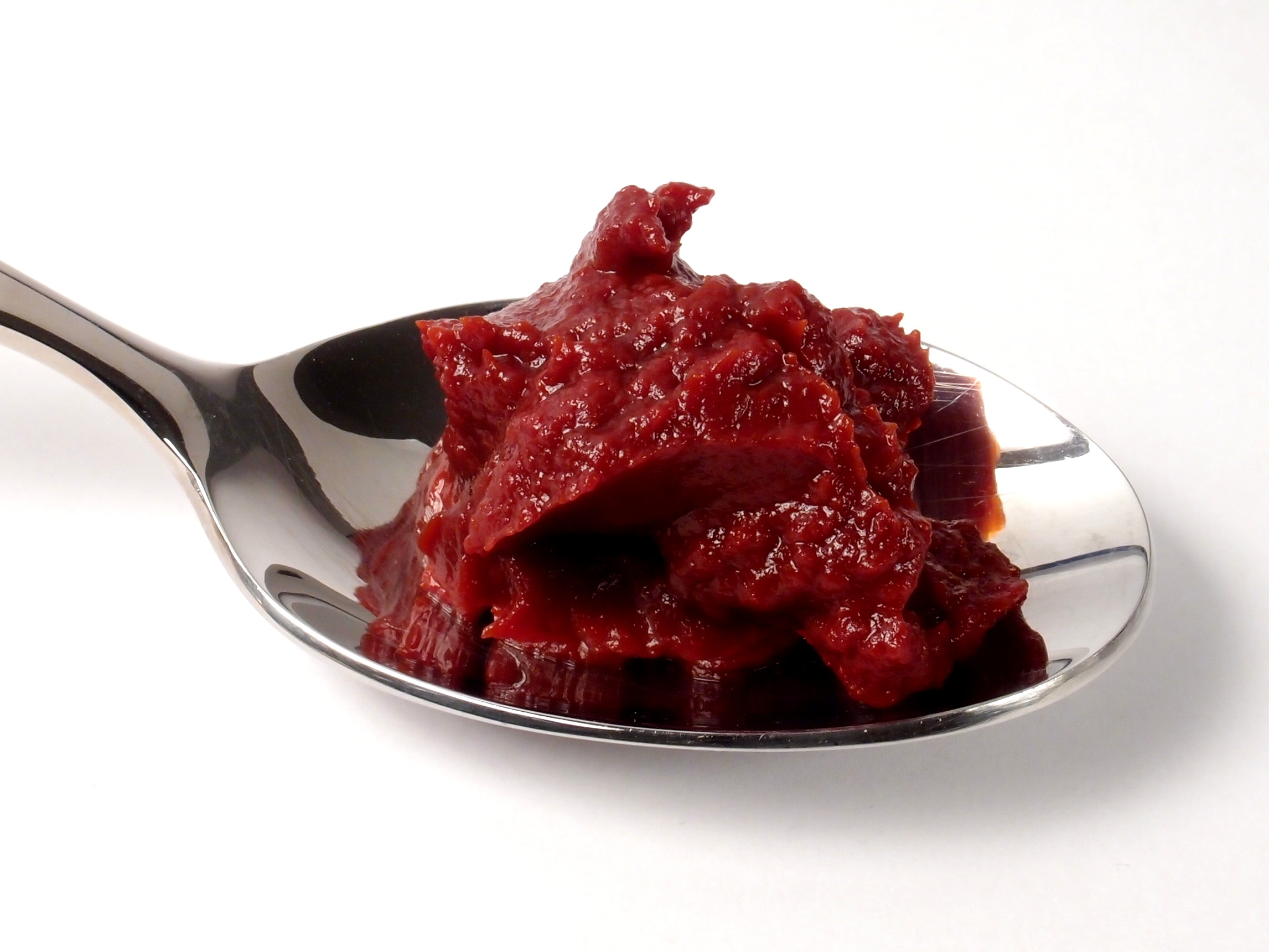
番茄膏

在市面除了可買到樽裝和罐裝的番茄糊外，包裝成牙膏狀的番茄糊也很常見。此外，也有家庭會根據喜愛的口味，自行調配番茄糊。

## 用途
番茄糊常用於西方菜式的主要醬料，例如義大利菜的披薩，便是利用番茄糊製作底層醬料、義大利麵和千層麵的肉醬。由於罐裝的番茄糊使用方便，所以很多餐廳都使用番茄糊製作羅宋湯、雜菜湯和牛尾湯等西式餐湯。

## 類似食物
- 番茄糊（paste）：烹飪食材，純番茄製作，最濃稠。
- 纯番茄汁（purée）：烹飪食材，純番茄製作，較稀。
- 番茄醬（ketchup）：調味料或沾醬，加了醋、糖、鹽、香料，通常是很一致的黏稠液體，有時甚至可以不用番茄製作，常用來沾薯條或加在日式蛋包飯上面。
- 番茄沙司（sauce）：煮好的醬汁，以番茄為基底，加了其他蔬菜、鹽等材料，常帶有固體，用在義大利麵等食物，包括義大利式蕃茄醬、番茄肉醬。